# The Straits
The Straits (en español: El Estrecho) es una serie australiana transmitida del 2 de febrero de 2012 hasta el 29 de marzo de 2012 por medio de la cadena ABC1. La serie se centró en la vida de la familia Montebello y en sus negocios ilícitos, y cómo esta tuvo que mantenerse unida a través de la tortura, el asesinato y el encarcelamiento.
La serie contó con la participación de actores invitados como Martin Sacks, entre otros...
El 19 de octubre de 2012 se anunció que la serie había sido cancelada y que no regresaría para la segunda temporada.

## Historia
La familia está conformada por el patriarca Harry y su esposa Kitty Montebello, sus hijos Noel, Morou, Gary y Sissi Montebello; la esposa de Noel, Lola, la esposa de Morou, Antoinette y los hijos de Morou y Antoinette, Dylina y Jason Montebello.
La familia Montebello, tiene como trabajo contrabandear drogas en Australia, así como armas de fuego y la fauna exótica, esto con la ayuda de amigos y familiares en la Islas Torres Strait. Cuando Harry Montebello, el patriarca de la familia comienza a planear quien será su sucesor, lo que desencadena una lucha por el poder entre la familia, mientras que estos se encuentra bajo el ataque de criminales, grupos enemigos y las pandillas de Papúa New Guinea Raskol. 

## Personajes[5]
| Actor                 | Personaje        | Trabajo | Episodios | Temporada |
| --------------------- | ---------------- | ------- | --------- | --------- |
| Brian Cox             | Harry Montebello | -       | 10        | 2012      |
| Rena Owen             | Kitty Montebello | -       | 10        | 2012      |
| Aaron Fa'aoso         | Noel Montebello  | -       | 10        | 2012      |
| Jimi Bani             | Morou Montebello | -       | 10        | 2012      |
| Firass Dirani         | Gary Montebello  | -       | 10        | 2012      |
| Susannah Bayes-Morton | Sissi Montebello | -       | 10        | 2012      |

### Personajes Recurrentes
| Actor              | Personaje             | Trabajo   | Episodios | Temporada |
| ------------------ | --------------------- | --------- | --------- | --------- |
| Kate Jenkinson     | Antoinette Montebello | -         | 9         | 2012      |
| Andy Anderson      | Vince Palmiro         | -         | 9         | 2012      |
| Jasper Bagg        | Two-Stroke            | -         | 7         | 2012      |
| James Mackay       | Joel Thomson          | -         | 5         | 2012      |
| Mele-Ana Fa'Aoso   | Dylina Montebello     | -         | 4         | 2012      |
| Malcolm Kennard    | Sutherland            | Detective | 4         | 2012      |
| Cramer Cain        | Eddie Tagobe          | -         | 4         | 2012      |
| Chum Ehelepola     | Joseph                | -         | 4         | 2012      |
| Jacob Lui          | Jason Montebello      | -         | 3         | 2012      |
| Tasia Zalar        | Bridget Titui         | -         | 3         | 2012      |
| Richard Sutherland | Bonnie Doon           | -         | 2         | 2012      |
| Laura Pike         | Lily Hamilton         | Doctora   | 2         | 2012      |
| Sri Sacdpraseuth   | Quay Lin              | -         | 2         | 2012      |
| Stewart Jones      | Peter "PZ" Zammit     | -         | -         | 2012      |
| Dan Wyllie         | JoJo                  | -         | -         | 2012      |
| Ray Doa Neill      | Freedy                | -         | -         | 2012      |
| Greg Kapernick     | Kingsten              | -         | -         | 2012      |
| Alex Petersons     | Günther               | -         | -         | 2012      |
| Peter Kent         | Boydie                | -         | -         | 2012      |
| Bill Neill         | Dizzy                 | -         | -         | 2012      |

### Antiguos Personajes
| Actor             | Personaje       | Ocupación | Episodios | Temporada | Estado | Causa                                                                               |
| ----------------- | --------------- | --------- | --------- | --------- | ------ | ----------------------------------------------------------------------------------- |
| Emma Lung         | Lola Montebello | -         | 10        | 2012      | Muerta | fue asesinada                                                                       |
| Rachael Blake     | Natasha Denning | -         | 4         | 2012      | Viva   | se fue después de que Harry terminara con ella                                      |
| Finn G. Newman    | Andrew Denning  | -         | 2         | 2012      | Vivo   | se fue con su madre                                                                 |
| Richard Cawthorne | Vlad            | Asesino   | 2         | 2012      | Muerto | atacado por cocodrilos luego de pelear con los Montebello por dispararle a su padre |
| Kim Gyngell       | Paddy Groman    | -         | 3         | 2012      | Muerto | asesinado por Harry después de que este descubriera que Paddy les robaba dinero     |

## Episodios
La primera temporada estuvo conformada por 10 episodios.

## Premios y nominaciones
| Año  | Categoría                         | Premio             | Nominado (as)                                                                | Resultado |
| ---- | --------------------------------- | ------------------ | ---------------------------------------------------------------------------- | --------- |
| 2013 | Most Popular Actor                | Silver Logie Award | Firass Dirani                                                                | Nominado  |
| 2012 | Television Mini Series – Original | AWGIE Award        | Blake Ayshford, Jaime Browne, Kristen Dunphy, Nicholas Parsons & Louis Nowra | Ganó      |

## Producción
La serie está basada en una idea del actor Aaron Fa'aoso y fue producida por Penny Chapman y Helen Panckhurst de Matchbox Pictures. Es dirigida por Peter Andrikidis, Rachel Ward y Rowan Woods; y escrita por Louis Nowra, Blake Ayshford, Nick Parsons, Kristen Dunphy y Jaime Browne. En el 2012 la serie fue cancelada y no regresó para la segunda temporada.
La serie fue filmada en Cairns, las Islas del Estrecho de Torres y en lugares leganos al norte de Queensland.
En abril del 2013 se anunció que la serie sería adaptada por Tony Gayton y Joe Gayton para la televisión norteamericana.